# Lysmata californica
Lysmata californica is een garnalensoort uit de familie van de Hippolytidae. De wetenschappelijke naam van de soort is voor het eerst geldig gepubliceerd in 1866 door Stimpson.